# Arnošt Kletter
Arnošt Kletter šlechtic z Gromniku (německy Ernst Kletter Edler von Gromnik) (22. září 1858 Brno – 16. února 1923 Plzeň) byl rakousko-uherský generál. Do c. k. armády vstoupil jako dobrovolník v roce 1877, poté sloužil u různých posádek v Čechách a Uhrách, jako velitel pluku strávil několik let v Tyrolsku. Na začátku první světové války se prosadil jako velitel divize na východní frontě, poté byl postupně velitelem několika armádních sborů v Itálii. V roce 1917 byl povýšen do šlechtického stavu a v roce 1918 dosáhl hodnosti generála pěchoty. Po rozpadu monarchie byl penzionován a usadil se v Plzni, v roce 1919 mu byla přiznána hodnost generála ve výslužbě v československé armádě.

## Životopis

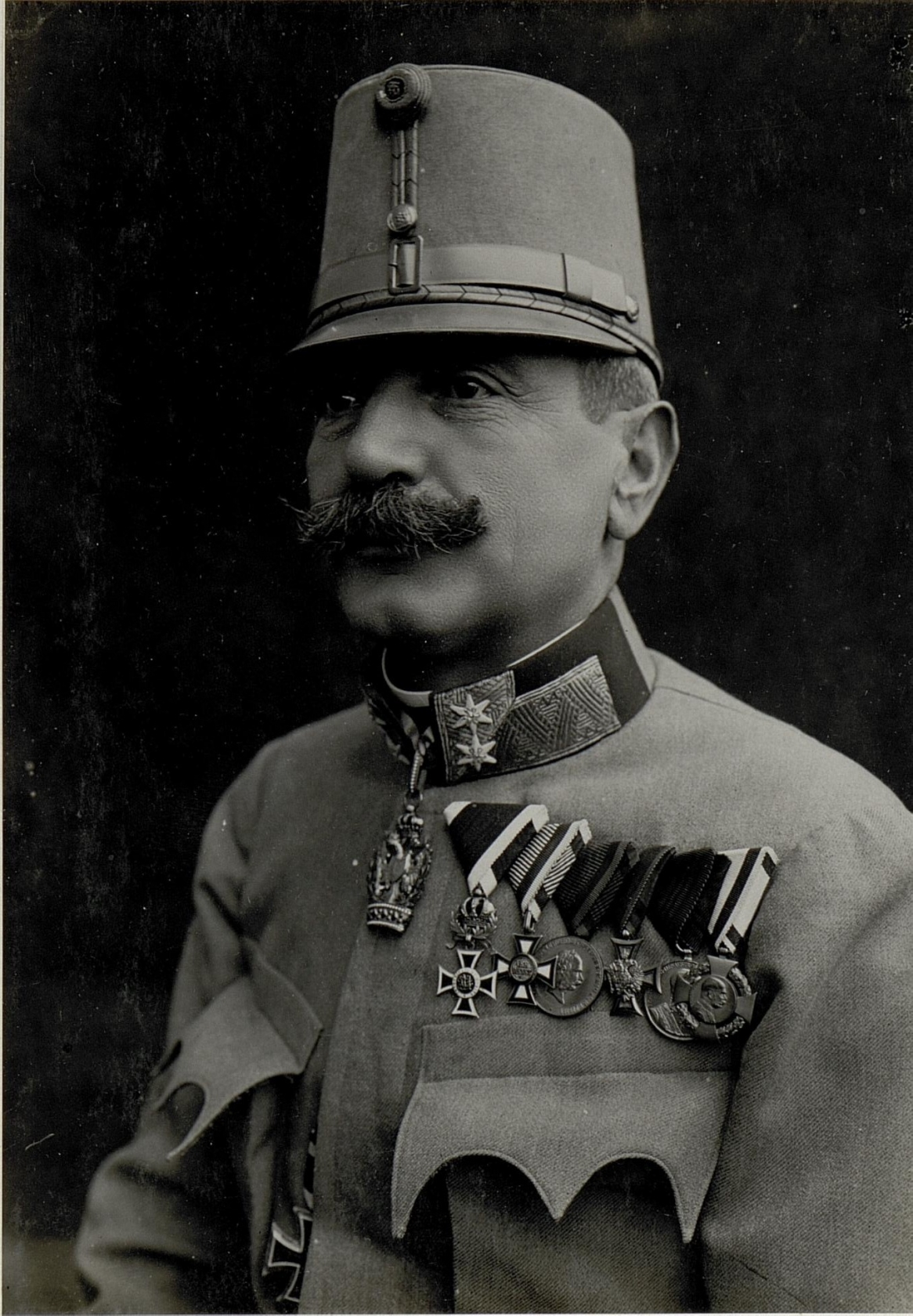
Polní podmaršálek Arnošt Kletter jako velitel 9. armádního sboru (1916)

Narodil se v Brně jako hostinského Antona Klettera. Po absolvování střední školy vstoupil v roce 1878 jako jednoroční dobrovolník do armády a v roce 1878 se zúčastnil okupace Bosny a Hercegoviny. V roce 1880 získal hodnost poručíka a sloužil u 8. pěšího pluku. V letech 1885–1887 studoval na Válečné škole (K.u.k. Kriegschule) ve Vídni a poté byl jako nadporučík zařazen do důstojnického sboru generálního štábu. Jako štábní důstojník sloužil v Josefově a Prešpurku, v roce 1891 byl povýšen na kapitána a v roce 1898 obdržel hodnost majora. Mezitím krátce sloužil také v rodném Brně, později v Komárně. Několik let sloužil u 2. pluku tyrolských císařských myslivců a od roku 1908 byl jeho velitelem. Mezitím dále postupoval v hodnostech (podplukovník 1903, plukovník 1906). Během služby v Tyrolsku se uplatnil také jako pedagog na důstojnické škole v Innsbrucku, kde v letech 1902–1906 vyučoval taktiku. 

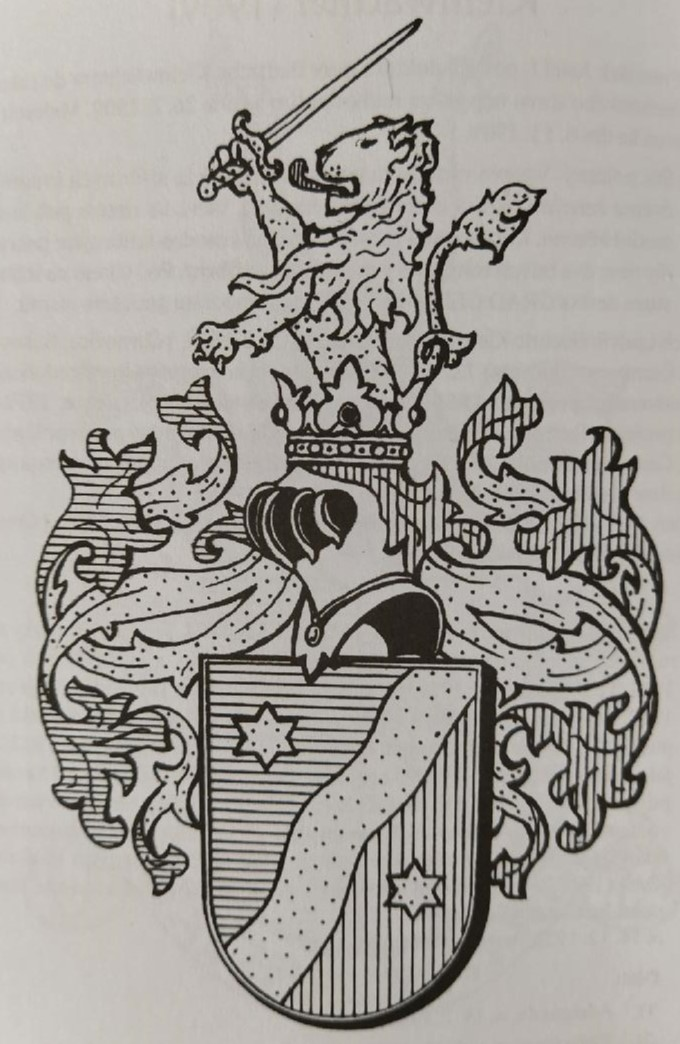
Erb Ernsta Klettera z Gromniku (1917)

V roce 1911 byl povýšen do hodnosti generálmajora a stal se velitelem 37. pěší brigády v Plzni, kde setrval do začátku první světové války. Po vypuknutí války byl se svou brigádou odvelen na východní frontu, kde se zúčastnil prvních bojů o Halič. Od listopadu 1914 byl velitelem 106. pěší divize a k datu 1. ledna 1915 obdržel hodnost polního podmaršála. Po dalších bojích v Polsku se vyznamenal v květnu 1915 prolomením ruských linií u Gromniku. V září 1915 byl se svou divizí převelen na italskou frontu, kde se zúčastnil bitev na Soči. Od října 1916 do září 1917 byl velitelem 9. armádního sboru a poté několik měsíců stál v čele armádní skupiny Kletter, která vznikla z 6. armádního sboru. V únoru 1918 byl jmenován velitelem 6. armádního sboru v jižním Tyrolsku, poté se znovu vrátil na italské bojiště, kde byl od července 1918 velitelem 22. armádního sboru. Mezitím k datu 1. května 1918 dosáhl hodnosti generála pěchoty.
K datu 1. ledna 1919 byl penzionován  a usadil se v Plzni, kde sloužil před první světovou válkou. V československé armádě mu byla 1. listopadu 1919 přiznána hodnost generála III. třídy ve výslužbě s nárokem na penzi. Zemřel o několik let později v Plzni. 
Oženil se v roce 1892 v Brně a s manželkou Dorou měl dva syny, Arnošta a Antonína.

## Tituly a ocenění
V roce 1917 byl povýšen do šlechtického stavu, diplom byl vystaven k datu 13. prosince 1917. Predikát von Gromnik byl odvozen od úspěchů na východní frontě v roce 1915. Během vojenské služby získal řadu vyznamenání v Rakousku-Uhersku, za první světové války obdržel také německý Železný kříž I. třídy (1917). 
- Válečná medaile 1878
- Jubilejní pamětní medaile (1898)
- Vojenský záslužný kříž III. třídy (1904)
- Vojenský jubilejní kříž (1908)
- Řád železné koruny III. třídy (1910)
- rytířský kříž Leopoldova řádu (1914)
- Řád železné koruny II. třídy s válečnou dekorací (1915)
- Vojenský záslužný kříž  II. třídy (1917)
- Vyznamenání za zásluhy o Červený kříž (1917)
- Řád železné koruny I. třídy s válečnou dekorací (1918)